# Bonkolou-Tolkahoun
Ne doit pas être confondu avec Bonkolou.
Pour les articles homonymes, voir Bonkolou.
Bonkolou-Tolkahoun est une localité située dans le département de Boussoukoula de la province du Noumbiel dans la région Sud-Ouest au Burkina Faso.

## Santé et éducation
Le centre de soins le plus proche de Bonkolou-Tolkahoun est le centre de santé et de promotion sociale (CSPS) de Boussoukoula tandis que le centre médical avec antenne chirurgicale (CMA) de la province se trouve à Batié.